# Ulrich Siegele
Ulrich Siegele (* 1. November 1930 in Stuttgart; † 29. März 2025 in Kiel) war ein deutscher Musikwissenschaftler und Hochschullehrer.

## Wirken
Ulrich Siegele erwarb 1950 die Reifeprüfung am Eberhard-Ludwigs-Gymnasium in Stuttgart. Nach einem Studienjahr an der Kirchenmusikhochschule in Esslingen studierte er von 1951 bis 1956 Musikwissenschaft, Klassische Philologie und Geschichte an der Eberhard-Karls-Universität Tübingen. Im Sommersemester 1954 studierte er an der Christian-Albrechts-Universität zu Kiel. 1957 promovierte er bei Walter Gerstenberg an der Universität Tübingen und war anschließend bis zu seiner Pensionierung 1995 als Hochschullehrer für Musikwissenschaft in Tübingen tätig, zunächst als wissenschaftlicher Assistent. Im Jahre 1965 habilitierte er sich. 1971 wurde er in Tübingen außerplanmäßiger Professor, 1979 hauptamtlicher Professor für Musikwissenschaft. 1995 wurde er emeritiert.
In seinen zahlreichen Veröffentlichungen hat sich Siegele vor allem mit dem Werk von Johann Sebastian Bach, aber auch mit der regionalen Musikgeschichte beschäftigt.
Ulrich Siegele war mit der Kirchenhistorikerin Leonore Siegele-Wenschkewitz verheiratet.

## Schriften (Auswahl)
Monographien
- Die Musiksammlung der Stadt Heilbronn. Katalog mit Beiträgen zur Geschichte der Sammlung und zur Quellenkunde des XVI. Jahrhunderts. Stadtarchiv Heilbronn 1965 (= Veröffentlichungen des Archivs der Stadt Heilbronn, Band 13; Habilitationsschrift Universität Tübingen).
- Kompositionsweise und Bearbeitungstechnik in der Instrumentalmusik Johann Sebastian Bachs. Hänssler, Neuhausen-Stuttgart 1975, ISBN 3-7751-0117-9 (= Tübinger Beiträge zur Musikwissenschaft, Band 3; Dissertation, Universität Tübingen 1957).
- (mit Heinz-Klaus Metzger und Rainer Riehn): Beethoven. Formale Strategien der späten Quartette. Edition Text und Kritik, München 1990, ISBN 3-88377-361-1 (Musik-Konzepte, Band 67/68).
- (Hrsg.): Die Orgeln des Musikwissenschaftlichen Instituts im Pfleghof zu Tübingen. Attempto-Verlag, Tübingen 1992, ISBN 3-89308-160-7 (= Werkschriften des Universitätsarchivs Tübingen, Reihe 1, Band 17).
- (Hrsg.): Oberschwäbische Klostermusik im europäischen Kontext. Alexander Sumski zum 70. Geburtstag. Lang, Frankfurt am Main 2004, ISBN 3-631-51906-0.
- (Hrsg., mit Martina Falletta und Annette Mehlhorn): Georg Philipp Telemanns Passionsoratorium „Seliges Erwägen“ zwischen lutherischer Orthodoxie und Aufklärung. Haag + Herchen, Frankfurt am Main 2005, ISBN 3-89846-311-7 (= Arnoldshainer Texte, Band 127).
- Johann Ulrich Steigleders Vaterunser-Variationen (1626/27). Eine Kunst der organistischen Choralbearbeitung im Spannungsfeld zwischen ober- und niederdeutscher Tradition. Cornetto, Stuttgart 2012; ISMN 979-0-50222052-5 (Suche im DNB-Portal).
- Johann Sebastian Bach komponiert Zeit. Tempo und Dauer in seiner Musik. Fünf Bände. Tredition, Hamburg 2014–2019.

Aufsätze
- Schöpfungs- und Gesellschaftsordnung in Bachs Musik. In: Heribert Gauly (Hrsg.): Im Gespräch: der Mensch. Ein interdisziplinärer Dialog; Joseph Möller zum 65. Geburtstag. Patmos, Düsseldorf 1981, S. 276–285, ISBN 3-491-77234-6.
- Bachs Ort in Orthodoxie und Aufklärung. In: Musik & Kirche. Zeitschrift für Kirchenmusik, 1981, Band 51, S. 3–14.
- Bach in Leipzig. Fremdeinschätzung und Selbsteinschätzung. In: Württembergische Blätter für Kirchenmusik, 1985, Band 52/53, S. 189–200.
- Musik als Zeugnis der Auslegungsgeschichte. Heinrich Schützens Motette „Die mit Tränen säen“ aus der „Geistlichen Chormusik“. In: Württembergische Blätter für Kirchenmusik, 1988, Band 55, S. 73–81.
- Kleine Orgelgeschichte des Pfleghofs in Tübingen. In:  Württembergische Blätter für Kirchenmusik, 1991, Band 58/59, S. 213–222.
- "Ich habe fleißig sein müssen …". Zur Vermittlung von Bachs sozialem und musikalischem Charakter. In: Musik & Kirche. Zeitschrift für Kirchenmusik, 1991, Band 61, S. 73–78.
- Taktzahlen als Schlüssel zur Ordnung der "Klavierübung III" von J.S. Bach. Ein Vorschlag für die Aufführung. In: Musik & Kirche. Zeitschrift für Kirchenmusik, 2006, Band 76, S. 344–351.
- Befreiung aus dem Netz des Kontexts. Bachs Leipziger Kirchenkantaten – Funktionalität und Aktualität. In: Musik & Kirche. Zeitschrift für Kirchenmusik, 2007, Band 77, S. 204–210.

Festschriften
- Rudolf Faber (Hrsg.): Festschrift Ulrich Siegele zum 60. Geburtstag. Bärenreiter, Kassel 1991, ISBN 3-7618-1034-2 (Schriftenverzeichnis Ulrich Siegele S. 177 ff.).
- Siegbert Rampe (Hrsg.): Bach – Das Wohltemperierte Klavier I. Tradition, Entstehung, Funktion, Analyse; Ulrich Siegele zum 70. Geburtstag. Katzbichler, München 2002, ISBN 3-87397-145-3 (= Musikwissenschaftliche Schriften, Band 38).